# Луфинген
Луфинген (нем. Lufingen) — коммуна в Швейцарии, в кантоне Цюрих.
Входит в состав округа Бюлах. Население составляет 1552 человека (на 31 декабря 2007 года). Официальный код — 0063.